# Rémi Allah Kouadio
Rémi Allah Kouadio, né en 1953, est un pharmacien et homme politique ivoirien, membre du PDCI, plusieurs fois ministre sous les présidences de Laurent Gbagbo et Alassane Ouattara.

## Formation et parcours professionnel
Né le 25 juillet 1953 à Duékoué en Côte d'Ivoire, Rémi Allah Kouadio étudie au collège d'orientation du Plateau à Abidjan, puis au Lycée classique. En 1980, il obtient un diplôme d'Etat en pharmacie de la faculté en pharmacie de l'université de Tours.  
A son retour en Côte d'Ivoire, il devient responsable du service pharmacie du Centre hospitalier universitaire de Cocody. En 1983 puis en 1988, il fonde deux pharmacies, respectivement à Béoumi et à Bouaké. De 1987 à 1998, il est membre du conseil national de l’ordre des pharmaciens de Côte d’Ivoire. 
De 1990 à 2005, il est membre du conseil d’administration du groupe Pharmafinance, spécialisée dans la distribution de produits pharmaceutiques. En 2005, il crée une pharmacie à Yamoussoukro. 
Il est marié et père de 5 enfants. 

## Parcours politique
Membre du PDCI-RDA, Rémi Allah Kouadio est élu conseiller municipal de la commune de Toumodi  en 1990.  En 1995,  il est élu à l'Assemblée nationale ; il est réélu député aux élections législatives de 2000. En 2002, il devient membre du bureau politique du PDCI-RDA. En 2003, devenu vice-président de la mouvance parlementaire pour la Réconciliation et la Paix, il est élu vice-président de l’Assemblée nationale. 
Sous la présidence de Laurent Gbagbo, il est nommé ministre de la Santé et de l'hygiène publique de 2005 à 2010, dans les gouvernements de Charles Konan Banny,, puis dans le premier gouvernement de Guillaume Soro. 
Lors de la campagne à l'élection présidentielle de 2010, Rémi Allah Kouadio est directeur national de campagne associé du candidat du RHDP Alassane Ouattara. Le 11 avril 2011, lorsque ce dernier accède à la présidence de la République, Rémi Allah Kouadio est nommé ministre de la Production animale et des ressources halieutiques du troisième gouvernement de Guillaume Soro. Le 1er juin 2011, il est nommé ministre de l’Environnement et du développement durable du quatrième gouvernement Soro. Le 13 mars 2012, il est reconduit comme ministre de l'Environnement et du développement durable dans le nouveau gouvernement de Jeannot Ahoussou-Kouadio. Il est également reconduit dans ses fonctions dans les gouvernements de Daniel Kablan Duncan de novembre 2012 et janvier 2016. 
Il est président de l'Association des élus et cadres du grand Centre. Depuis avril 2021, Henri Konan Bédié lui a confié la coordination générale du comité politique du PDCI-RDA. 

## Distinctions
- 1995 : Chevalier dans l’Ordre de la santé publique ;
- 1998 : Chevalier de l’Ordre du Mérite ivoirien ;
- 2006 : Commandeur de l’Ordre de la santé publique.